# Объёмный вес отправления
Объёмный вес отправления (габаритный вес, Volume Weight) — это расчётная величина, отражающая плотность груза. Обычно менее плотный предмет занимает больший объём пространства по сравнению с более плотным при том же весе. Объёмный вес вычисляется и сравнивается с фактическим весом (вес брутто, Actual Weight) отправления, чтобы установить, какое из значений больше. Большее из этих двух значений считается платным весом (Chargeable weight) и используется для расчёта стоимости отправления.
В соответствии с усовершенствованной конструкцией и технологией современных самолётов, компании-перевозчику необходимо адаптировать вычисление объёмного веса, чтобы повысить эффективность использования грузового помещения и избежать перегрузки по объёму.
Что якобы поощряет грузоотправителей повышать эффективность упаковки, так как использование более компактной и лёгкой упаковки сокращает объём отправлений и приводит к снижению их стоимости. Однако такое верно только для грузов с плотностью от 200 кг/м³ по той причине, что тару сделать меньше содержимого невозможно, а значит для лёгких грузов облегчение приведёт только к уменьшению плотности и росту тарифа.

## Особенности расчёта
В случае превышения объёмного веса над физическим тариф на отправку определяется в соответствии с объёмным весом, который, в общем случае, рассчитывается по следующей формуле:
Длина (см) × Ширина (см) × Высота (см) / 5000 = Объёмный вес (кг).
Различные компании-перевозчики могут использовать другие делители для расчёта объёмного веса. Например, в «DHL» и «UPS» делитель — 5000.
Исходя из того, что 1 м³ = 200 кг.
При этом одна и та же компания может использовать в разных географических регионах различные коэффициенты-делители. Например, тот же «DHL» в Великобритании использует делитель — 4000.
- «DIMEX» использует делитель 5000.
- «МБИ-Волгоград» использует делитель 5000.
- TNT Express" использует делитель 4000 для международной автотранспортировки и 5000 для международной авиа транспортировки[3].
- «SPSR Express» для разных видов услуг использует разные делители: 4000 и 5000[4].
- «Pony Express» использует делитель 5000.
- «СДЭК» использует делитель 5000.
- «КС Логистик» использует делитель 5000.
- Украинская «Нова Пошта» использует делитель 4000[5], «Ин-Тайм» — 4000[6].
- Украинское государственное предприятие «Укрпочта» не учитывает объёмный вес, а только физический[7][8][9].
- «Курьерская служба Московский курьер» использует делитель 6000[10].